# IC 4466
IC 4466 — галактика типу S0-a (спіральна галактика) у сузір'ї Волопас.
Цей об'єкт міститься в оригінальній редакції індексного каталогу.